# Carmen de Grenade
Pour plus de détails, voir Fiche technique et Distribution.
Carmen de Grenade (Carmen la de Ronda) est un film espagnol de Tulio Demicheli sorti en 1959

## Synopsis
Espagne 1808. Antonio est amoureux de Carmen, mais l’amour est un oiseau rebelle que nul ne peut apprivoiser, et c’est José, le bel officier français, qui a les faveurs de Carmen. Et puis il y a Lucas, le toréador, qui doit songer en combattant qu’un œil noir le regarde, mais que l’amour attend puisque Carmen s’est promise à lui. Mais l’amour, enfant de bohème, n’a jamais connu de loi. Et si je t’aime, prends garde à toi !

## Fiche technique
- Réalisation : Tulio Demicheli
- Scénario : Antonio Mas Guindal, Alfonso Sastre, Jean-Pierre Feydeau, Tulio Demicheli, d'après Prosper Mérimée
- Dialogues : Jesús María de Arozamena
- Chef opérateur : Antonio Ballesteros
- Musique : Grégoire Segura
- Producteur : Benito Perojo
- Distributeur :  France Compagnie Commerciale Française Cinématographique (C.C.F.C)
- Procédé : Eastmancolor
- Année de réalisation : 1957
- Genre : Drame passionnel
- Pays d'origine :  Espagne
- Durée : 90 minutes
  - Espagne : 21 septembre 1959 (Madrid)
  - France : mars 1960 (Paris)

## Distribution
- Sara Montiel  (VF : Jacqueline Carrel) : Carmen
- Maurice Ronet  (VF : lui-même) : José
- Jorge Mistral : Antonio
- Germán Cobos : Lucas
- José Marco Davó : Alcade
- Maria Ángeles Hortelano : Micaela
- Félix Fernández : El Dancairo

## Critiques
"Adaptation très libre de la nouvelle de Prosper Mérimée. Il s'agit en fin de compte d'un mélodrame dont le seul intérêt est de se dérouler dans un cadre très photogénique et que la couleur met très bien en valeur. Les personnages s'y livrent à leur passion en entrant et sortant de ce cadre au gré d'un scénario qui disperse le peu d'intérêt dramatique par manque d'unité et d'approfondissement des caractères."